# Pfarrkirche Edling

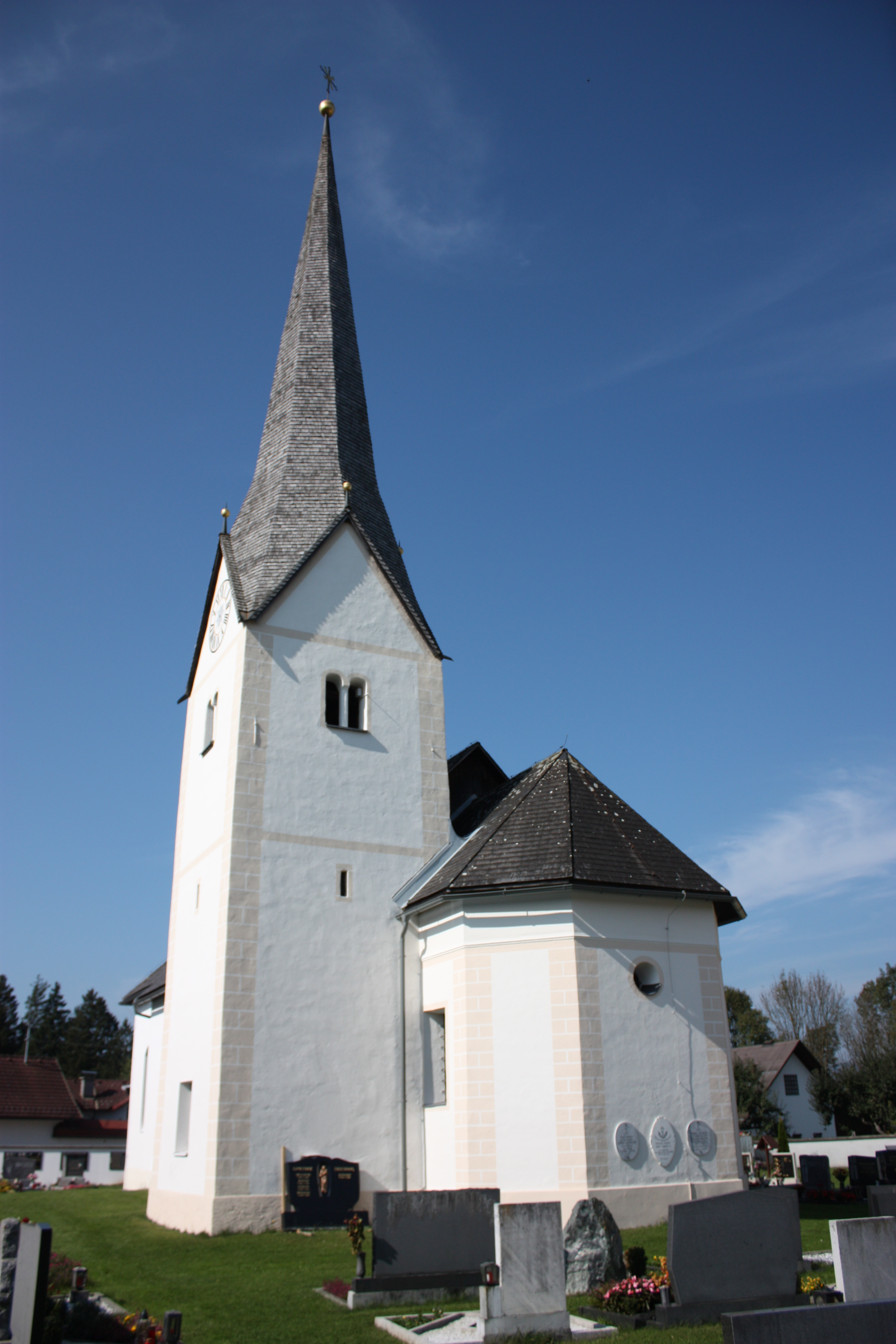
Kath. Pfarrkirche hl. Veit in Edling

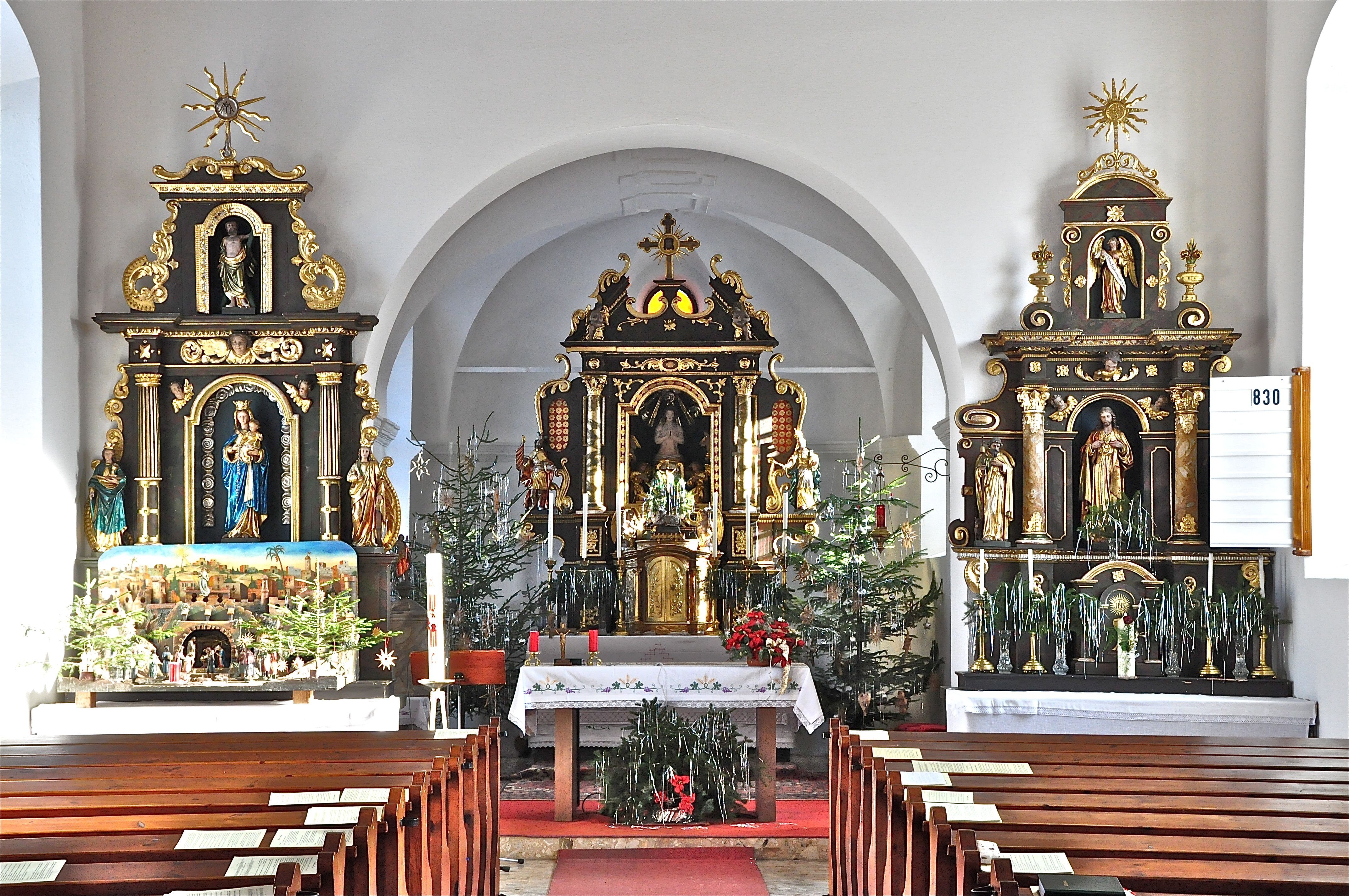
Vom Langhaus zum Chor, der Hochaltar und die Seitenaltäre

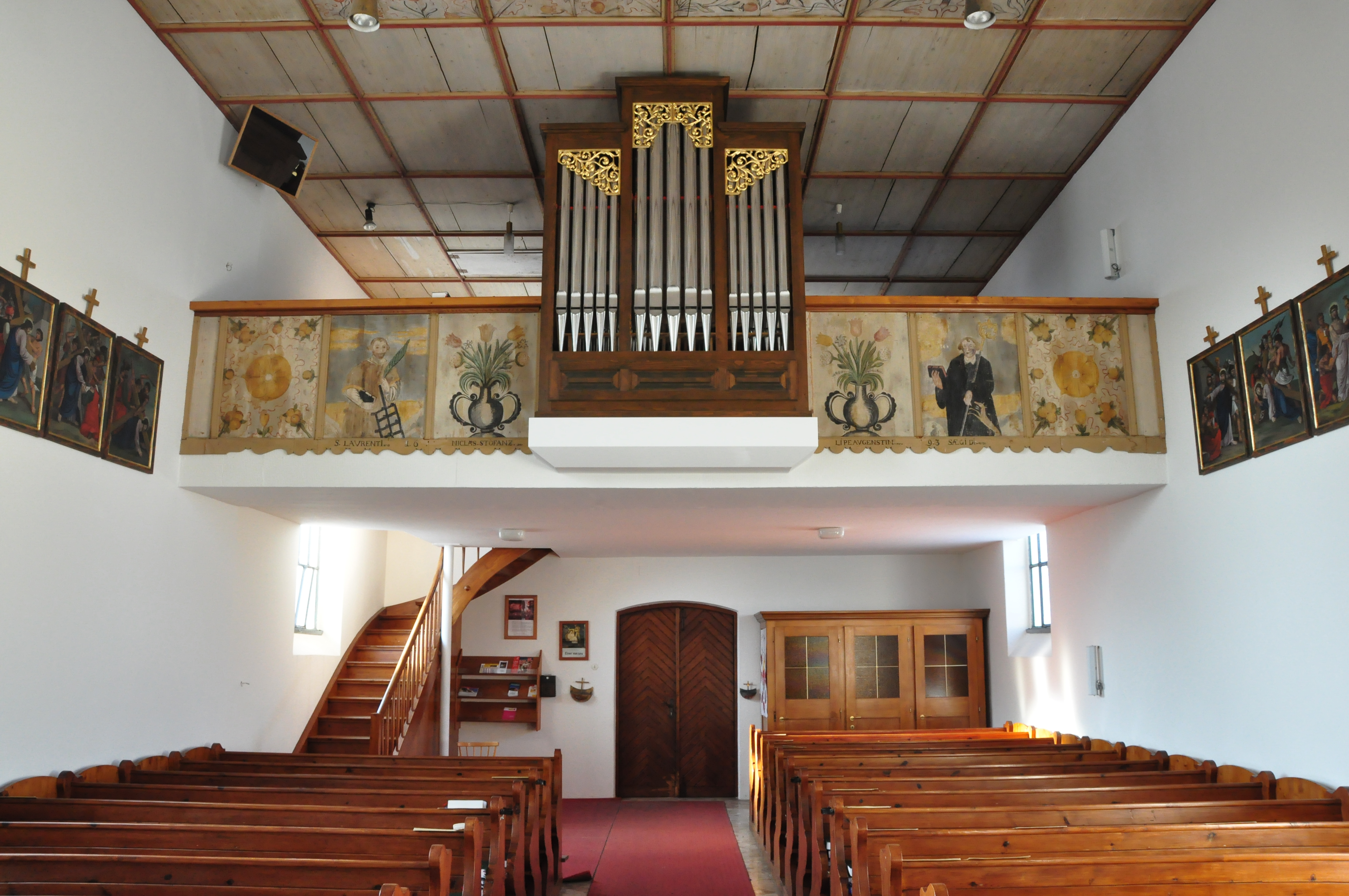
Vom Langhaus zur Empore mit der Orgel, darüber die übertragene Holzdecke

Die Pfarrkirche Edling/Kazaze steht im Ort Edling / Kazaze in der zweisprachigen Marktgemeinde Eberndorf im Bezirk Völkermarkt in Kärnten. Die Pfarrkirche hl. Veit gehört zum Dekanat Bleiburg/Pliberk in der Diözese Gurk-Klagenfurt. Die Kirche und der Friedhof stehen unter Denkmalschutz.

## Geschichte
Eine Kirche wurde 1599 urkundlich genannt. Die Kirche wurde 1869 zur Pfarrkirche erhoben. Die Kirche wurde 1964/1965 erweitert. 1986 war eine Außenrestaurierung mit einer Wiederherstellung des barocken Architekturdekors. An der Westaußenwand ist ein Bruchstein einer römerzeitlichen Grabinschrift mit einheimischen Personennamen.

## Architektur
Die im Kern mittelalterliche Kirche hat südlich des Chores einen Turm mit vermutlich romanischen rundbogigen Biforien im Glockengeschoß.
Die Rundapsis hat ein Stichkappentonnengewölbe aus dem 19. Jahrhundert. Der runde Triumphbogen ist stark eingezogen. Das erneuerte und vergrößerte Langhaus trägt eine schablonierte bemalte Holzdecke mit sechs bemalten Kassetten und Blumenornamenten mit gemalten Bildnissen Laurentius und Ägidius mit 1693 und vermutlich die Bildnisse der Stifter Niclas Stöfanz und Lipe Avgenstin. Die Holzdecke wurde aus Pirk hierher übertragen.

## Ausstattung
Der Hochaltar und der linke und rechte Seitenaltar (alle um 1670/1680) haben einfache Ädikulen über kleinen Sockeln mit kleinen Aufsätzen und sind mit einfachem beschlaglichen Zierrat versehen. Der Hochaltar trägt die Statuen Vitus, Helena und Florian. Die Statuen der Seitenaltäre, rechts Herz Jesu, Bartholomäus und Antonius, links Mutter Gottes, Katharina und Barbara und darüber Apostel Andreas, sind aus dem 19. Jahrhundert.
1997 bekam die Kirche eine neue Orgel.